# 구리아주
구리아(조지아어: გურია)는 조지아의 주(므카레)로, 조지아 서부에 위치하고 있고 흑해의 동쪽 끝에 그 경계가 있다. 그 지역의 인구는 113,350명(2014년)이며 오주르게티가 수도이다.

## 지리
구리아는 북쪽 사메그렐로, 북서쪽에 이메레티, 동쪽에 삼츠헤-자바헤티, 남쪽에 아자리아, 서쪽에 흑해가 경계이다. 구리아주의 면적은 2,033km2이다.
구리아는 북동부에 동일 위도 경도 선이 가로지른다.
구리아는 3개 행정 구역으로 구성되어 있다.
- 오주르게티
- 란치후티
- 초카타우리

## 역사
지명 "구리아"는 프세우도-주안셰르의 조지아 연대기에서 약 800년경에 처음 등장한다.
구리아는 1352년 경에 바르다니스제-다디아니 가문의 봉토로 처음 출현한다. 그리고 1463년에 그 가문의 후손의 한 혈족의 통치 하에 있는 조지아 왕국의 군주 공국으로 독립 했고, 그 후 통치 가문은 구리엘리라는 이름으로 알려졌다. 현시대의 구리아 지역과 바투미가 있는 아자라의 상당 지역을 포함하던 그 공국은 오스만 제국과의 연속적인 충돌로 인해 차츰 넓이가 줄어들었고 황폐화되었다. 러시아의 보호 제도는 1810년 6월 19일에 구리엘리 마미아 5세가 제국과의 조약을 체결함으로 수립되었고 마지막 왕자인 다비드 다비트가 섭정하던 기간 중이었던, 1829년에 공국은 러시아에 합병되었다.
1819년에 러시아 통치에 대항하는 봉기가 일어났고 1841년에도 재차 일어났다. 1840년에 구리아는 나라(우예즈트)를 만들었고 나라의 주요 마을들 중에서 한 지역의 이름인 오주르게티로 개명했다. 1846년에, 그 나라는 새로운 쿠타이스 행정 단위로 바뀌었다. 인구는 10만명도 채 안되는 인구가 거의 532,000에이커(2,150km2)의 산악 지역들과 늪지 계곡들에 자리잡고 옥수수 밭들, 포도원들, 차 농원들을 일궜다. 고수준의 필독 능력을 갖췄고 타 지역에 비해 상대적으로 재정 자립도가 높은 소작농들과 소수의 시골 귀족들이 거의 대다수의 인구를 구성했던 그 지역은 조지아의 역사적 상동의 지역이며 그 사람들은 대부분 조지아인과 민족적으로 동일했다. 1902년에 소작농들이 저항 시위를 조직했고 1905년 러시아 혁명 기간 동안에 폭동은 절정에 달했는데, 그 시위는 제국에서 가장 효과적이며 조직적인 소작농 운동이었다. 구리아 공화국이라고도 불리었던 소작농들의 자치-정부는 1906년의 코사크 형벌 원정로 인한 충돌과 유린 속에서도 살아남았다. 1918~1921년에 그 지역은 조지아 민주 공화국의 조지아 사회주의(멘셰비키)당의 기본 세력 기반이었다. 1920년대 구리아는 소비에트 통치에 대한 군사적 강요 저항의 게릴라전 무대였다. 구리아의 소비에트 정부는 그 지역 토지를 행정상의 3구역으로 분할했다. 1995년 조지아 정부는 그 지방의 역사적인 이름이 공식 명칭으로 복원된 구리아주(므하레)를 구획 법령으로 정했다.
리카우리와 셰모크메디의 정교회는 그 지방에서 주된 역사적 건물들이다.

## "구리아"의 어원
구리아의 이름에 대한 어원으로는, 몇 가지가 거론되고 있는데, 그 단어의 근원은 쉼없음의 단어로 사료되며 그 단어는 "분주한 땅"을 의미하는 것 같으며 18세기에 작성된 바크슈티 바그라티오니의 역사서에서 묘사된 "레온이 압하제티의 왕이되고, 구룰스가 오조라코의 통치자에게 복종하기를 거절하고, 아다르나세와 바그라티오니의 아쇼트 1세와의 봉신 관계를 끊고, 레온과 통합"하던 8세기와 9세기의 기간동안에 벌어진 여러 사건들과 관련이 있을 수도 있다.
구리아가 "니코프시아에서 다루반드까지" 영역을 넓히던 때인, 조지아의 전성기에 대한 후일의 해석에 따르면, 구리아는 조지아 영토의 심장부에 위치해 있었다고 한다. 위의 가설에 대한 증거로는 메그렐리아어로 "심장"을 뜻하는 "구리"라는 사실이다.

## 경제
아열대 농업과 관광 산업은 그 지역 경제의 주춧돌이다. 수자원은 구리아의 중요한 자산 가운데 하나이다. 그 지방은 화학 성분이 보르조미의 광천수와 같은 나베글라비의 광천수와 흑해 우레키의 사철이 풍푸한 건강 휴양지로 유명하다. 또한 구리아는 조지아에서 가장 큰 차농업지 중의 하나이다.

## 인구 통계
구리아인(구룰레비)은 조지아어의 한 방언을 사용하는 민족이며 민족적으로 조지아인에 속한다.

## 유명 인사들
- 가브리엘 키코제(19세기), 이메레티의 주교.
- 에크브티메 타카이슈빌리(1862~1952년), 역사가.
- 칼리스트라테, 1932년~1921년의 모든 조지아의 가톨리코스-파트리아르츠.
- 오네 조르다니아, 1928~1921년의 조지아 민주 공화국의 국무총리.
- 파블레 잉고로크바(1893~1990년), 역사가, 철학자, 공공 자선 사업가.
- 에두아르트 셰바르드나제, 조지아의 전직 대통령.
- 노다르 둠바제, 작가.